# Union County, Tennessee
Union County är ett administrativt område i delstaten Tennessee, USA, med 19 109 invånare. Den administrativa huvudorten (county seat) är Maynardville.

## Geografi
Enligt United States Census Bureau har countyt en total area på 640 km². 579 km² av den arean är land och 61 km² är vatten.

### Angränsande countyn
- Claiborne County - norr
- Grainger County - öst
- Knox County - söder
- Anderson County - sydväst
- Campbell County - nordväst